# NGC 956
NGC 956 je otvoreni skup u zviježđu Andromedi.

## Vanjske poveznice
- SEDS: NGC 956